# Cohors I Pannoniorum et Delmatarum
Die Cohors I Pannoniorum et Delmatarum (oder Dalmatarum)  [equitata] [civium Romanorum] (deutsch 1. Kohorte der Pannonier und Delmater [teilberitten] [der römischen Bürger]) war eine römische Auxiliareinheit. Sie ist durch Militärdiplome und Inschriften belegt.

## Namensbestandteile
- Pannoniorum et Delmatarum (oder Dalmatarum): der Pannonier und Delmater. Die Soldaten der Kohorte wurden bei Aufstellung der Einheit aus den verschiedenen Stämmen der Pannonier auf dem Gebiet der römischen Provinz Pannonia sowie aus dem illyrischen Stamm der Delmater auf dem Gebiet der römischen Provinz Dalmatia rekrutiert.

- equitata: teilberitten. Die Einheit war ein gemischter Verband aus Infanterie und Kavallerie. Der Zusatz kommt in einer Inschrift vor.[1]

- civium Romanorum: der römischen Bürger. Den Soldaten der Einheit war das römische Bürgerrecht zu einem bestimmten Zeitpunkt verliehen worden. Für Soldaten, die nach diesem Zeitpunkt in die Einheit aufgenommen wurden, galt dies aber nicht. Sie erhielten das römische Bürgerrecht erst mit ihrem ehrenvollen Abschied (Honesta missio) nach 25 Dienstjahren. Der Zusatz kommt in dem Diplom von 101 und einer Inschrift vor.[2]

Da es keine Hinweise auf den Namenszusatz milliaria (1000 Mann) gibt, war die Einheit eine Cohors (quingenaria) equitata. Die Sollstärke der Kohorte lag bei 600 Mann (480 Mann Infanterie und 120 Reiter), bestehend aus 6 Centurien Infanterie mit jeweils 80 Mann sowie 4 Turmae Kavallerie mit jeweils 30 Reitern.

## Geschichte
Die Kohorte war in der Provinz Germania inferior stationiert. Sie ist auf Militärdiplomen für die Jahre 98 bis 158 n. Chr. aufgeführt.
Der erste Nachweis der Einheit in der Provinz Germania inferior beruht auf einem Diplom, das auf 98 datiert ist. In dem Diplom wird die Kohorte als Teil der Truppen (siehe Römische Streitkräfte in Germania) aufgeführt, die in der Provinz stationiert waren. Weitere Diplome, die auf 101 bis 158 datiert sind, belegen die Einheit in derselben Provinz.
Es ist nicht sicher, ob sich die Kohorte schon um 89 in der Provinz aufgehalten hat. Domitian (81–96) hatte den ihm treu gebliebenen römischen Streitkräften in Germania inferior nach der Niederschlagung des Aufstands von Lucius Antonius Saturninus die Ehrenbezeichnung pia fidelis Domitiana verliehen; dieser Zusatz fehlt aber bei der Einheit.

## Standorte
Standorte der Kohorte sind nicht bekannt.

## Angehörige der Kohorte
Folgende Angehörige der Kohorte sind bekannt:

### Kommandeure
- Numisius []: er wird auf dem Diplom von 158 als Kommandeur der Kohorte genannt.
- Titus Pontius Sabinus, ein Präfekt

### Sonstige
- Ahucco, ein Fußsoldat: das Diplom von 158 wurde für ihn ausgestellt.

## Weitere Kohorten mit der BezeichnungCohors I Pannoniorum
Es gab noch fünf weitere Kohorten mit dieser Bezeichnung, siehe Cohors I Pannoniorum.